# Lensia grimaldi
Lensia grimaldi är en nässeldjursart som beskrevs av Eugène Leloup 1933. Lensia grimaldi ingår i släktet Lensia och familjen Diphyidae. Inga underarter finns listade i Catalogue of Life.